# Villa Minozzo
Villa Minozzo (emilián nyelven La Véla Mnôs, helyi nyelvjárásban Víla de' Mnôc) település Olaszországban, Emilia-Romagna régióban, Reggio Emilia megyében. Lakosainak száma 3493 fő (2023. január 1.). Villa Minozzo Ventasso, Carpineti, Castiglione di Garfagnana, Frassinoro, Montefiorino, Toano, Villa Collemandina, Sillano Giuncugnano és Castelnovo ne’ Monti községekkel határos.

## Népesség
A település lakossága az elmúlt években az alábbi módon változott:
| Lakosok száma | 3686 | 3658 | 3493 |
|               | 2017 | 2018 | 2023 |